# Litteraturvetenskap
Litteraturvetenskap är en vetenskap som omfattar litteraturhistoria,  litteraturkritik, litteraturteori och litteraturvetenskapliga metoder. Det är den vetenskap som studerar litterära texter och hur de kommer till, utformas, sprids, mottas, verkar och värderas. I Sverige finns ett universitetsämne med samma namn, där forskningen huvudsakligen kretsar kring svensk och skandinavisk litteratur. Därutöver finns litteraturvetenskapen vid universiteten företrädd även inom de flesta av de så kallade språkämnena, engelska, tyska (jämför germanistik), spanska, ryska, etc.

## Litteraturvetenskapens historia

### Antiken
Olika tankar om vad litteratur är och hur den ska värderas förekom tidigt i Grekland. Aristoteles Om diktkonsten, även kallad Poetiken, är det verk som först ger en systematisk översikt över litteraturen. Den handlar om tragedin och till viss del eposet och kom att bli mycket betydelsefull senare, främst under renässansen. Litteraturen är enligt Aristoteles en återgivning av verkligheten, en mimesis, som vinklas utifrån författarens avsikter. Till skillnad från historieskrivning behöver därför litteratur inte vara sann utan bara sannolik. Om tragedin skriver Aristoteles att den ska väcka skräck och medkänsla och åstadkomma en rening, en katarsis. Senare har de tre enheterna handling, tid och rum tillskrivits Poetiken, men den berör bara handlingens enhet. Theofrastos, en av Aristoteles lärjungar, ägnade sig åt stilistik och kom fram till tre stilnivåer: hög, låg och måttfull stil, som man använt sig av inom stilistik in på 1900-talet.
Under hellenismen blev Alexandria centrum för studier av litteratur. I staden växte det fram såväl textkritik som kanonbildning. Aischylos, Sofokles och Euripides utropades nu som de stora tragediförfattarna. Man började bland annat kritisera Homeros mänskliga gudaskildringar som omoraliska. Imitation blev allt viktigare under hellenismen, författarna försökte på så sätt likna och överträffa de kanoniserade verken. Romerska författare eftersträvade att överglänsa grekiska original på latin. Genreindelningen var strikt, när man skulle skriva valde man först en genre och försökte sedan tävla med de författare som ansågs vara de främsta inom genren. Imitationstanken kom senare att upptas under renässansen.

### Från renässansen till idag
Under renässansen återupptogs ämnet och blev mer historiskt inriktat. Under romantiken fördjupades det historiska intresset. Med positivismens började man alltmer se på psykologiska och biografiska aspekter av litteratur. Kring sekelskiftet utvecklades komparativ litteraturforskning som studerade förhållandet mellan olika kulturers litteratur, verkens relation till varandra, etc. Under efterkrigstiden tillkom ett stort antal inriktningar och den teoretiska basen för vetenskapen växte enormt. Bland annat tillkom litteratursociologi och litteraturdidaktik.

## Litteraturvetenskapliga analysmetoder
Det finns en rad olika sätt att analysera litteratur:
- textkritisk analys - där man undersöker bortglömda ord, otydlig handstil som kan påverka ord betydelse eller valör. Den här metoden är vanlig vid utgivning av en författares samlade verk.
- biografisk / psykologisk analys- verket analyseras i sken av författarens liv och psyke.
- idéhistorisk analys - där man tar hänsyn till olika vetenskapliga och kulturella strömningar, till exempel existentialism eller darwinism.
- genetisk komparativ analys - där man tittar på influenser från andra författare, till exempel vilka böcker författaren läste.
- illustrativ komparativ analys - där man jämför likheter och skillnader i berättargrepp, tema etc mellan flera författare.
- litteratursociologisk / marxistisk analys - där man antingen tittar på hur verken påverkat samhället eller samhällen speglas i verken.
- ideologikritisk metod - där man studerar hur texter reproducerar eller problematiserar sociala, kulturella och politiska värdestrukturer.
- närläsning / nykritik (new criticism) / strukturalism - där bara texten i sig bedöms, till exempel grammatiskt, semantiskt eller semiotiskt.
- narratologi - där man analyserar berättartekniker.
- dekonstruktion - där man avtäcker och spelar med aldrig avsedda betydelser, värderingar och motsättningar i den språkliga strukturen.
- receptionshistorisk analys - som går ut på att man undersöker hur texterna mottogs av samtiden, i form av kritiker, press, etc. Man jämför därvidlag upplageförsäljning och liknande.
- psykoanalytisk metod - som söker avlägga hur författarens, samhällets eller textens omedvetna gestaltas i ett verk, exempelvis genom bortträngning.
- feministisk analys - som analyserar verket ur ett genus-, kvinno- eller mansperspektiv.

## Svenska utbildningar
- Utvärderingsresultat av utbildningar inom litteraturvetenskap, UK-ämbetet 2013